# Spyrídon Merkoúris
Spyrídon Merkoúris (grec : Σπυρίδων Μερκούρης ; Ermioni 1856 - Athènes 3 avril 1939) est un homme politique grec.

## Biographie
Spyridon Merkouris est maire d'Athènes de 1899 à 1914 et de 1929 à 1934. Il fait réaliser de grands travaux. C'est sous son mandat que les voies du centre ville commencent à être goudronnées : la place Omonia est goudronnée en 1905, la place Syntagma en 1906.
En 1917, il affiche de fermes convictions royalistes lors du schisme national et est exilé en Corse. Il est accusé de complicité dans la révolte des Vêpres grecques et est condamné à mort. Finalement, en 1920, il est libéré de prison par Dimitrios Gounaris. En 1929, il redevient maire d'Athènes, et est élu la même année député d'Attique-Béotie.
Spyridon Merkouris meurt en 1939. Son fils Stamatis Merkouris est également député, et sa petite-fille l'actrice Mélina Mercouri est députée et ministre de la Culture de la Grèce dans les années 1980 et 1990.